# Blaesodactylus ambonihazo
Blaesodactylus ambonihazo là một loài thằn lằn trong họ Gekkonidae. Loài này được Bauer, Gehring & Vences mô tả khoa học đầu tiên năm 2011.